# 米拉·阿瓦德

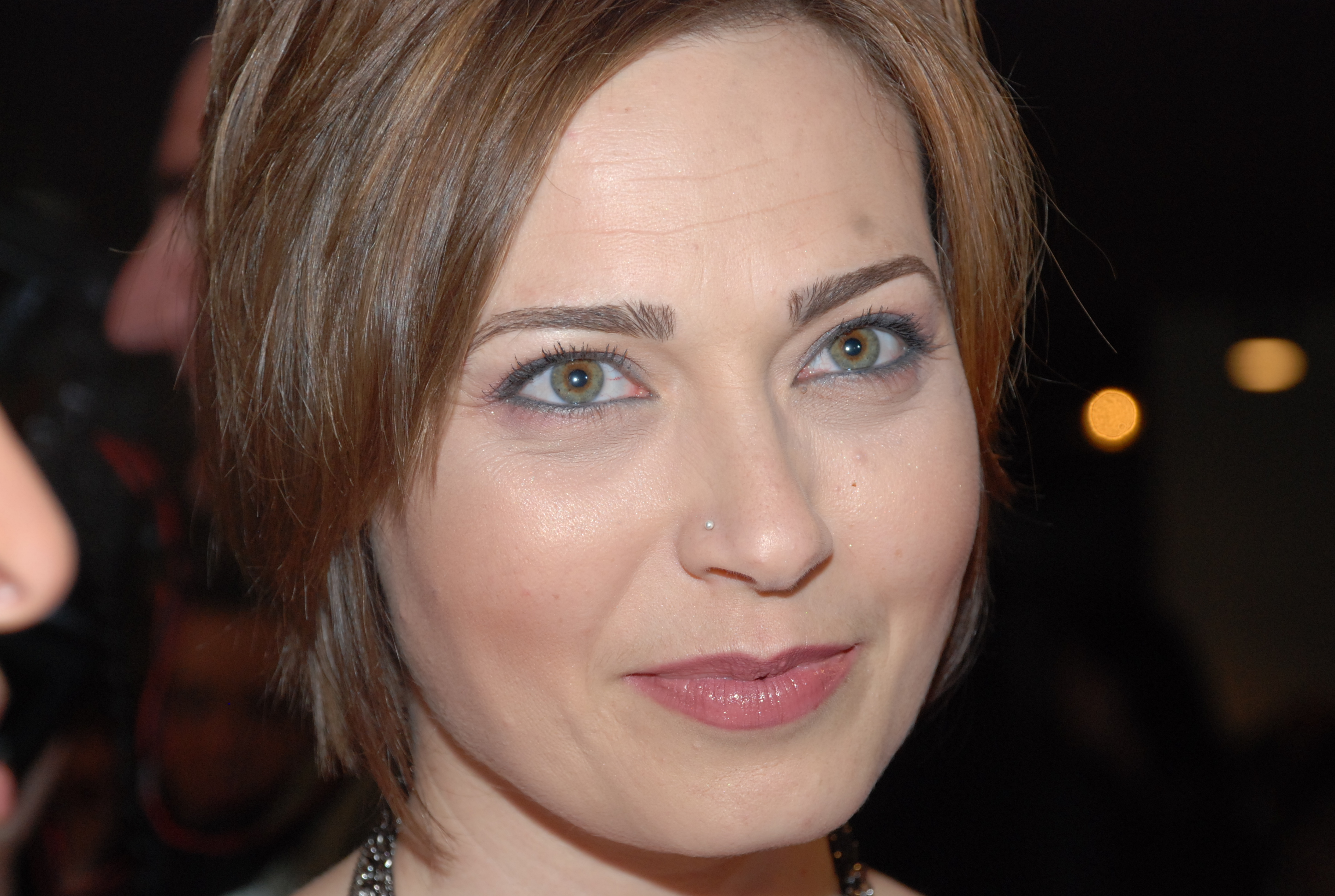
米拉·阿瓦德

米拉·阿瓦德 （阿拉伯语：‎，希伯來語：‎，1975年6月11日—）是一名阿拉伯裔以色列人歌手、词曲作家、演员、电视节目主持人和政治活动家，她具有巴勒斯坦人和保加利亞人血统。 
她与以色列犹太裔歌手阿奇诺姆·尼尼一起代表以色列参加了2009年欧洲歌唱大赛。她是第一位代表以色列参加欧洲歌唱大赛的基督教徒以及阿拉伯裔歌手。 在阿瓦德代表以色列参加2009年欧洲歌唱大赛之前，巴勒斯坦和阿拉伯知识分子呼吁她不要代表以色列参加该比赛。 

## 生平
米拉生于以色列拉梅赫，父亲是一名来自以色列加利利地区的阿拉伯基督徒，也是一名医生。她母亲有保加利亚人血統，也是一位基督徒，她是一位斯拉夫语族专家。米拉的父亲在保加利亚学医时，兩人認識並結婚。 
米拉曾就读于以色列拉马特沙龙的里蒙爵士和现代音乐学校。
米拉与丈夫科斯塔·莫吉列维奇（Kosta Mogilevych）一度在特拉维夫定居，科斯塔·莫吉列维奇是具有半犹太血统的乌克兰裔以色列人，他们2022年夏天又搬到伦敦定居。

## 政治观点
阿瓦德自称自己是巴勒斯坦人和以色列人。
在2009年以色列议会选举期间，阿瓦德表示自己支持和平與平等民主陣線。 
2023年12月，阿瓦德就以色列—哈馬斯戰爭接受国家报採訪時表示，哈马斯和以色列人都很盲目。 